# Dekanat Dudley
Dekanat Dudley – jeden z 18 dekanatów rzymskokatolickiej archidiecezji Birmingham w Wielkiej Brytanii. W jego skład wchodzi 12 parafii.

## Lista parafii
| Lp. | Miejscowość   | Parafia                                                                    | Kościół                                                                             | Grafika |
| --- | ------------- | -------------------------------------------------------------------------- | ----------------------------------------------------------------------------------- | ------- |
| 1   | Blackheath    | Parafia Angielskich Męczenników                                            | Kościół Angielskich Męczenników w Blackheath                                        |         |
| 2   | Dudley        | Parafia Najświętszej Maryi Panny Błogosławionej i św. Tomasza z Canterbury | Kościół Najświętszej Maryi Panny Błogosławionej i św. Tomasza z Canterbury w Dudley |         |
| 3   | Stourbridge   | Parafia Najświętszej Maryi Panny i Wszystkich Świętych                     | Kościół Najświętszej Maryi Panny i Wszystkich Świętych w Stourbridge                |         |
| 4   | Warley        | Parafia Najświętszej Maryi Panny i św. Huberta                             | Kościół Najświętszej Maryi Panny i św. Huberta w Warley                             |         |
| 5   | Halesowen     | Parafia Najświętszej Maryi Panny i św. Kenelma                             | Kościół Najświętszej Maryi Panny i św. Kenelma w Halesowen                          |         |
| 6   | Cradley Heath | Parafia Najświętszej Maryi Panny z Lourdes                                 | Kościół Najświętszej Maryi Panny z Lourdes w Cradley Heath                          |         |
| 7   | Kingswinford  | Parafia Najświętszej Maryi Panny z Lourdes                                 | Kościół Najświętszej Maryi Panny z Lourdes w Kingswinford                           |         |
| 8   | Tipton        | Parafia Najświętszego Serca Jezusowego i Świętych Dusz                     | Kościół Najświętszego Serca Jezusowego i Świętych Dusz w Tipton                     |         |
| 9   | Sedgley       | Parafia św. Chada i Wszystkich Świętych                                    | Kościół św. Chada i Wszystkich Świętych w Sedgley                                   |         |
| 10  | Oldbury       | Parafia św. Franciszka Ksawerego                                           | Kościół św. Franciszka Ksawerego w Oldbury                                          |         |
| 11  | Brierley Hill | Parafia Najświętszej Maryi Panny                                           | Kościół Najświętszej Maryi Panny w Brierley Hill                                    |         |
| 12  | Lower Gornal  | Parafia św. Piotra i Angielskich Męczenników                               | Kościół św. Piotra i Angielskich Męczenników w Lower Gornal                         |         |